# 廣野喜幸
廣野 喜幸（ひろの よしゆき、1960年2月6日 - ）は、日本の科学史学者、東京大学元教授、特任研究員。

## 人物
東京都生まれ。開成高等学校卒、1983年、東京大学教養学部科学史科学哲学分科卒、1990年、同大学院理学研究科相関理化学専攻博士課程修了、「オオシロアリのカスト分化に関する組織学的生態学的研究」で理学博士。1998年、東京大学大学院総合文化研究科助教授、2007年、准教授、2013年、教授、2025年、特任研究員。

## 著書
- 『サイエンティフィック・リテラシー 科学技術リスクを考える』丸善出版 2013

### 共編
- 『生命科学の近現代史』市野川容孝,林真理共編 勁草書房 2002
- 『科学コミュニケーション論』藤垣裕子共編 東京大学出版会 2008

### 翻訳
- スティーヴン・ジェイ・グールド『がんばれカミナリ竜 進化生物学と去りゆく生きものたち』石橋百枝、松本文雄共訳 早川書房 1995
- エドワード・O・ウィルソン『生き物たちの神秘生活』徳間書店 1999
- ロンドン科学博物館、スミソニアン博物館『科学大博物館 装置・器具の歴史事典』橋本毅彦,梶雅範共監訳 朝倉書店 2005

## 参考
- researchmap
- 東京大学大学院総合文化研究科・教養学部附属教養学部教養教育高度化機構教職員一覧
- J-GLOBAL